# Gyula Lóránt
Gyula Lóránt Lipovics (Kőszeg, 6 febbraio 1923 – Salonicco, 31 maggio 1981) è stato un allenatore di calcio e calciatore ungherese, di ruolo difensore.

## Caratteristiche tecniche
Dopo una partita tra le nazionali di Ungheria e Germania, persa dai primi 5-3, Lorant diviene una delle colonne difensive della squadra d'oro ungherese.

## Biografia
Dopo aver giocato nella squadra cittadina, Lorant veste i colori di Nagyváradi e Vasas negli anni quaranta. In questo periodo vince il campionato in Romania con l'IT Arad, nel 1947. Nel 1951, l'Honvéd lo tessera, diviene il difensore titolare della formazione rosso nera per un lustro e contemporaneamente si afferma nella squadra d'oro (vince la medaglia d'oro a Helsinki 1952, la Coppa Internazionale 1953 ed è titolare nel miracolo di Berna). Con l'Honved vince tre tornei ungheresi (1952, 1954 e 1955), prima di chiudere la carriera nel 1957 a Budapest giocando qualche anno nelle divisioni minori ungheresi.
Dopo una prima esperienza da manager sulla panchina dell'Honved e un breve periodo al Debrecen, Lorant ottiene risultati degni di nota allenando in Germania le squadre di Kaiserslautern (raggiunge il primo posto in Bundesliga alla quinta giornata) e Duisburg. Nel campionato del 1972 raggiunge il quarto posto alla guida del Colonia. Allena anche il Kickers Offenbach e il Freiburger, accettando l'incarico del PAOK nel 1975: in Grecia è ricordato per aver dato alla squadra il primo storico titolo in campionato nel 1976. Richiamato in Bundesliga, nel 1977 si accorda con il Bayern Monaco, club con il quale non riesce a conseguire risultati soddisfacenti: anticipando nei tempi Ernst Happel, Lorant è il primo a introdurre in Germania la marcatura a zona, che però all'epoca non ha preso piede nel campionato teutonico. Allena anche lo Schalke 04, poi firma nuovamente con il PAOK: non si ripete, seppur disputando una buona annata che porta la sua formazione al quarto posto finale davanti al Panathīnaïkos.
Muore il 31 maggio 1981, in panchina, durante una gara di campionato del suo PAOK contro l'Olympiacos, colto da infarto.

## Palmarès

### Giocatore

#### Club
- Campionato rumeno: 1

IT Arad: 1947
- Campionato ungherese: 3

Honvéd: 1952, 1954, 1955

#### Nazionale
- Oro olimpico: 1

Ungheria: 1952
- Coppa Internazionale: 1

Ungheria: 1953

### Allenatore
- Campionato greco: 1

PAOK Salonicco: 1976